# Marie von Dänemark

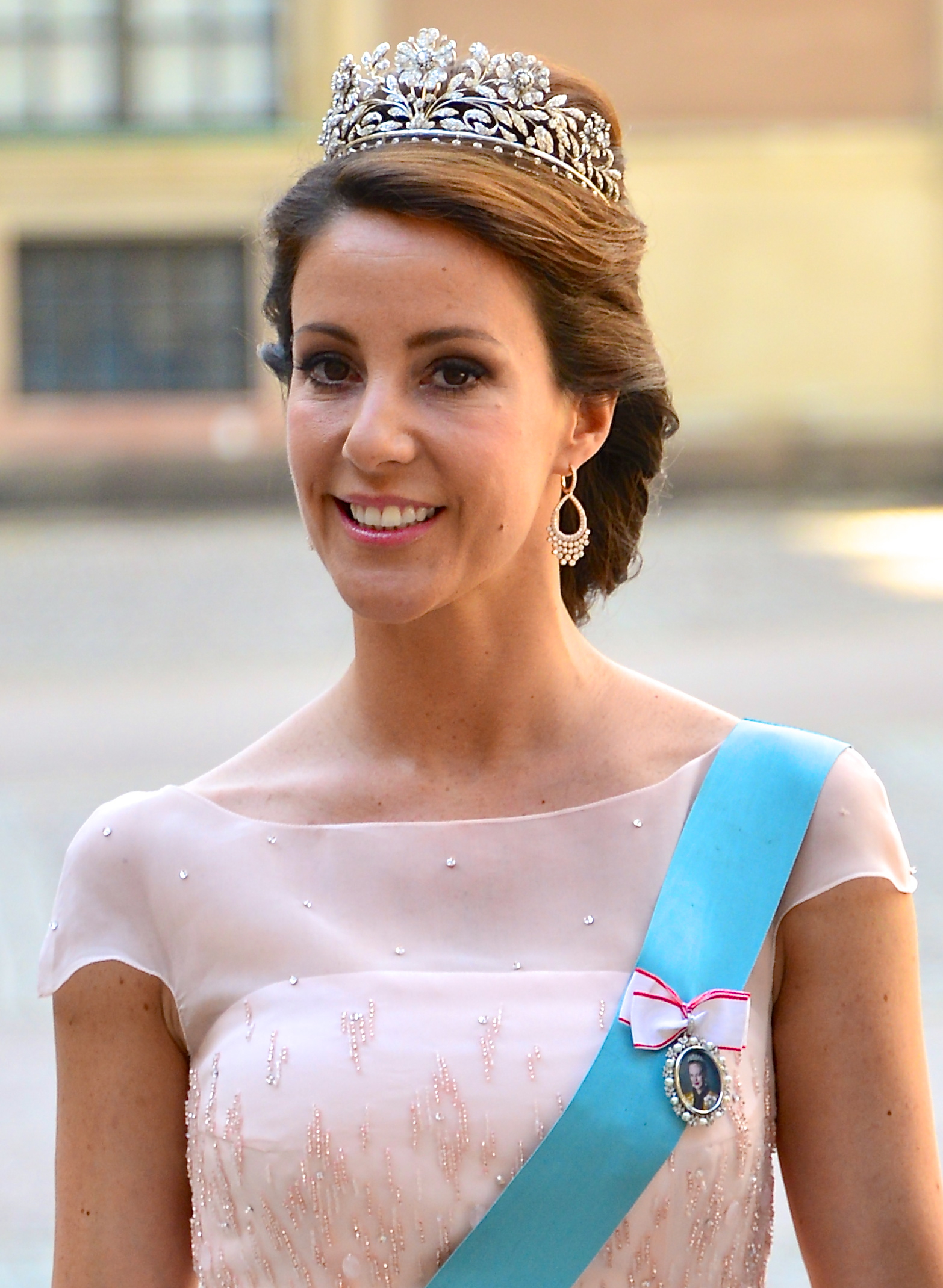
Prinzessin Marie von Dänemark (2013)

Marie, Prinzessin von Dänemark, Gräfin von Monpezat, (* 6. Februar 1976 in Paris als Marie Agathe Odile Cavallier) ist die zweite Ehefrau von Prinz Joachim zu Dänemark.

## Leben

### Herkunft
Marie ist die Tochter von Alain Cavallier, dem eine Werbeagentur gehörte, und Françoise Grassiot, geborene Moreau. Ihre Eltern heirateten am 14. Juni 1975 und ließen sich 1987 wieder scheiden. Marie hat vier Halbbrüder: Benjamin und Gregory Grandet aus der ersten Ehe der Mutter sowie Charles und Edouard Cavallier aus der zweiten Ehe des Vaters. Ihre Mutter heiratete am 7. November 1987 in dritter Ehe den Unternehmer Christian Grassiot. Die Mutter und der Stiefvater leben in Genf und in Villars-sur-Ollon. Der Mutter gehört das Hotel Château de la Vernède in der Nähe von Avignon in der Provence. Maries Vater lebt bei Paris. Maries Großmutter väterlicherseits war die französische Baronin Odile de Sairigné (* 1918 als Odile Labesse, in erster Ehe Odile Cavallier † 2016).

### Ausbildung und Berufstätigkeit
Marie besuchte von 1981 bis 1989 eine Grundschule in Paris. Von 1989 bis 1993 besuchte Marie in Villars-sur-Ollon (Schweiz) das Internat Collège Alpin International Beau Soleil. Sie studierte Wirtschaftswissenschaften von 1994 bis 1995 an der Universität Genf und von 1995 bis 1997 am Babson College in Boston, Massachusetts. Anschließend studierte sie von 1997 bis 1999 an Marymount Manhattan College in New York City, wo sie einen Bachelor of Arts erlangte.
Als Studentin arbeitete sie im Bereich Marketing und Öffentlichkeitsarbeit: im Sommer 1994 als Assistentin bei Estée Lauder in Paris, im Sommer 1997 als Assistentin bei der ING Numismatic Group SA in Genf.
Nach dem Studium arbeitete sie von 1999 bis 2002 für die Werbeagentur DoubleClick Inc. in New York, 2002 und 2003 für eine Werbeagentur in Paris, 2004 für die Nachrichtenagentur Reuters in Genf und von 2005 bis zu ihrer Hochzeit als Vorstandssekretärin bei der ING Numismatic Group SA, einem Unternehmen, das ihr Stiefvater leitet. Von 2006 bis 2007 gehörte ihr außerdem die Firma Club Foot Passion Sàrl.
Neben ihrer Muttersprache Französisch spricht sie Dänisch, Englisch, Spanisch und Italienisch.

### Ehe und Kinder

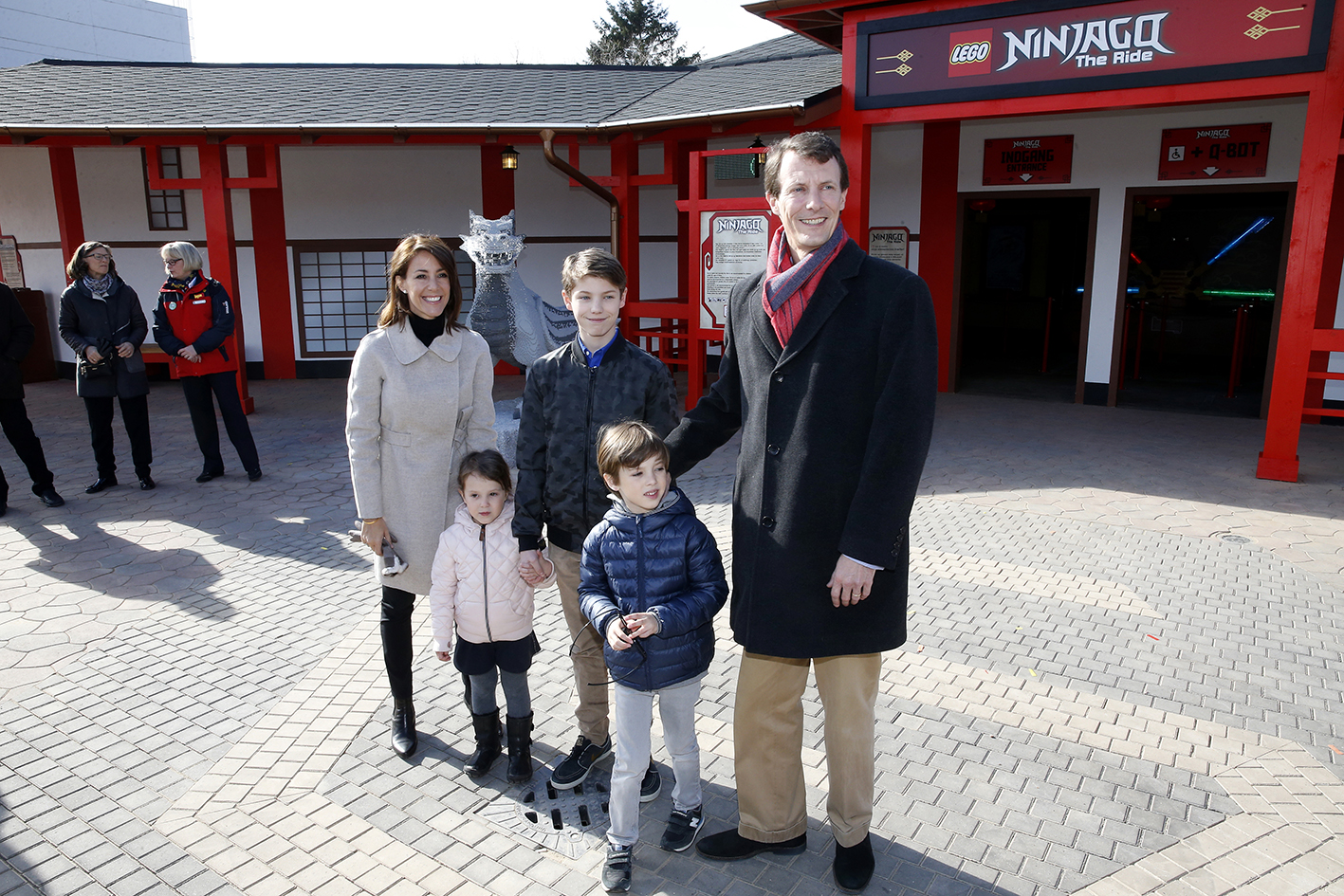
Prinzessin Marie mit Ehemann Joachim, Tochter Athena, Sohn Henrik und Stiefsohn Felix (2016)

Marie Cavallier und Prinz Joachim hatten sich 2002 bei einer Jagd in Dänemark kennengelernt und sind seit Mitte 2005 liiert. 2006 trennten sie sich für einige Monate. Das Paar verlobte sich im Sommer 2007 in der Türkei; am 3. Oktober 2007 gab der dänische Hof die Verlobung bekannt. Die Hochzeit fand am 24. Mai 2008 in Møgeltønder statt. Das Paar lebte anschließend zunächst auf Schloss Schackenborg in Südjütland. Im Juli 2014 wurde bekannt, dass Prinzessin Marie und Prinz Joachim ihren Hauptwohnsitz nach Kopenhagen verlegen würden. Dort haben sie eine Stadtwohnung auf Schloss Amalienborg. Schloss Schackenborg wurde einer Stiftung übertragen.
Cavallier hatte die französische Staatsbürgerschaft. Diese gab sie jedoch mit der Eheschließung auf, um dänische Staatsangehörige zu werden. Sie gehörte der römisch-katholischen Kirche an, trat aber mit der Hochzeit zur evangelisch-lutherischen Kirche von Dänemark über.
Mit Prinz Joachim hat sie zwei gemeinsame Kinder:
- Henrik Carl Joachim Alain zu Dänemark, Graf von Monpezat (* 4. Mai 2009 in Kopenhagen).[11][12] Er wurde am 26. Juli 2009 in Møgeltønder getauft. Seine Paten waren Kronprinzessin Mary von Dänemark, Benjamin Grandet, Charles Cavallier, Britt Davidsen Siesbye und Christian Scherfig.
- Athena Marguerite Françoise Marie zu Dänemark[13], Komtess von Monpezat (* 24. Januar 2012 in Kopenhagen).[14] Sie wurde am 20. Mai 2012 in Møgeltønder getauft und an diesem Tag wurden auch die Vornamen bekannt gegeben. Ihre Paten sind ihr Onkel Gregory Grandet, ihr Onkel Edouard Cavallier, Carina Axelsson, die Ehefrau von Gustav Prinz zu Sayn-Wittgenstein-Berleburg, der ein Cousin Prinz Joachims ist, Julie Mirabaud, Diego de Lavandeyra und Henriette Steenstrup.

Marie hat ein gutes Verhältnis zu den Söhnen von Prinz Joachim aus dessen erster Ehe. Sie ist die Patin von Prinzessin Josephine zu Dänemark sowie von Magali Siesbye, Tochter von Oscar und Britt Davidsen Siesbye, von Agathe Anna Steenstrup, Tochter von Peter und Henriette Steenstrup, und von Nicholas Bendtner, Sohn von Caroline Flemming und Nicklas Bendtner.

## Offizielle Aufgaben
Die Prinzessin hat die Schirmherrschaft für acht Organisationen übernommen, darunter die AIDS-Stiftung, die Kopenhagener Schmuckmesse, der dänische Ski-Verband und die nationale dänische UNESCO-Kommission. Zugleich unterstützt sie die Syddansk Universitet.